# Noriyuki Makihara 20th Anniversary Best LIFE
『Noriyuki Makihara 20th Anniversary Best LIFE』（ノリユキ・マキハラ・トゥエンティース・アニバーサリー・ベスト・ライフ）は2010年1月1日に発売された槇原敬之10枚目のベスト・アルバム。

## 概要
デビュー20周年記念ベスト・アルバム。イメージ・カラーはイエローグリーン。
『Noriyuki Makihara 20th Anniversary Best LOVE』と同時発売。
初回プレスのみ2作共スリープ・ケース仕様。
2014年1月22日、本作と『Noriyuki Makihara 20th Anniversary Best LOVE』から13曲を厳選収録した『SELECTED BEST』が、全国各地の高速道路サービスエリア、パーキングエリアの販売店等向けに発売。

## 収録曲
全作詞・作曲・編曲：槇原敬之（特記以外）
Renewedは、本作だけの再録音バージョン。
1. 世界に一つだけの花 Renewed(4:29)
  - 12th『EXPLORER』収録曲アレンジバージョン。
2. GREEN DAYS(4:42)
3. 遠く遠く'06(5:02)
  - 3rd『君は僕の宝物』収録曲を14th『LIFE IN DOWNTOWN』初回盤のみ収録ボーナス・トラックにアレンジバージョンで新録。
4. Firefly〜僕は生きていく(5:32)
5. 太陽(6:36)
  - 10th『太陽』収録曲
6. WE LOVE YOU.(4:50)
7. PLEASURE(5:26)
  - 10th『太陽』収録曲
8. LOTUS IN THE DIRT Renewed(5:01)
  - 11th『Home Sweet Home』収録曲アレンジバージョン
9. Hey...(5:24)
  - 16th『Personal Soundtracks』収録曲
10. 明けない夜が来ることはない(5:55)
11. 僕が一番欲しかったもの Renewed(5:40)
  - 32ndシングル表題曲のアレンジバージョン。
12. チキンライス(4:58)
  - 作詞：松本人志
  - 14th『LIFE IN DOWNTOWN』収録曲
13. The Average Man Keeps Walking.(6:02)
  - 16th『Personal Soundtracks』収録曲
14. どんなときも。Renewed (version 4)(4:35)
  - 3rdシングル表題曲のアレンジバージョン。
15. ムゲンノカナタヘ〜To infinity and beyond〜(4:40)

## 演奏
- 石成正人
  - Electric Guitar (#1)
  - Acoustic Guitar (#10)
- 秋山浩徳：Electric Guitar (#1.10)